# Wanica
Wanica er et af Surinams 10 distrikter, placeret i den nordøstlige del af landet. Wanicas hovedstad er Lelydorp. 
Wanica har en population på 76.320 og et areal på 444 km². Med den høje befolkningstæthed, er Wanica et af Surinams mest befolkede og mest urbaniserede distrikter.
Distriktets hovedstad, der oprindeligt hed Kofi-Djompo, blev omdøbt i 1905 efter den hollandske arkitekt Cornelis Lely, som var ansvarlig for mange store konstruktionsprojekter i Nederlandene og var også guvernør i Surinam.

## Resorter
Wanica er inddelt i 7 resorter (ressorten):
- De Nieuwe Grond
- Domburg
- Houttuin
- Koewarasan
- Kwatta
- Lelydorp
- Saramacca Polder

5°47′48″N 55°15′50″V / 5.7966666666667°N 55.263888888889°V